# Phyto discrepans
Phyto discrepans är en tvåvingeart som beskrevs av Pandelle 1896. Phyto discrepans ingår i släktet Phyto och familjen gråsuggeflugor. Inga underarter finns listade i Catalogue of Life.